# Woorden zonder woorden
Woorden zonder woorden is een single uit 1998 van de Nederlandse popgroep De Kast. Het is het vijfde nummer van het album Noorderzon. Het lied is geschreven door Henk Temming op een tekst van Paula Patricio. 

## Achtergrond
In Nederland werd de single destijds veel gedraaid op de landelijke radiozenders en werd een radiohit. Bovendien was de single in week 4 van 1998 de 255e Megahit op Radio 3FM. De single bereikte de 4e positie in zowel de Nederlandse Top 40 op Radio 538 als de publieke hitlijst; de Mega Top 100 op Radio 3FM.
In België werd de single destijds regelmatig gedraaid op de landelijke radiozenders, maar desondanks werd er géén notering behaald in zowel de Vlaamse Ultratop 50 als de Vlaamse Radio 2 Top 30 en de Waalse Ultratop 50.

## Tracklijst
1. Woorden zonder woorden 3:28
2. Impulsief 6:02

## Hitnoteringen

### Mega Top 100
| "Woorden zonder woorden" in de Mega Top 100 -- binnen: 24-01-1998 | "Woorden zonder woorden" in de Mega Top 100 -- binnen: 24-01-1998 | "Woorden zonder woorden" in de Mega Top 100 -- binnen: 24-01-1998 | "Woorden zonder woorden" in de Mega Top 100 -- binnen: 24-01-1998 | "Woorden zonder woorden" in de Mega Top 100 -- binnen: 24-01-1998 | "Woorden zonder woorden" in de Mega Top 100 -- binnen: 24-01-1998 | "Woorden zonder woorden" in de Mega Top 100 -- binnen: 24-01-1998 | "Woorden zonder woorden" in de Mega Top 100 -- binnen: 24-01-1998 | "Woorden zonder woorden" in de Mega Top 100 -- binnen: 24-01-1998 | "Woorden zonder woorden" in de Mega Top 100 -- binnen: 24-01-1998 | "Woorden zonder woorden" in de Mega Top 100 -- binnen: 24-01-1998 | "Woorden zonder woorden" in de Mega Top 100 -- binnen: 24-01-1998 | "Woorden zonder woorden" in de Mega Top 100 -- binnen: 24-01-1998 | "Woorden zonder woorden" in de Mega Top 100 -- binnen: 24-01-1998 | "Woorden zonder woorden" in de Mega Top 100 -- binnen: 24-01-1998 | "Woorden zonder woorden" in de Mega Top 100 -- binnen: 24-01-1998 | "Woorden zonder woorden" in de Mega Top 100 -- binnen: 24-01-1998 | "Woorden zonder woorden" in de Mega Top 100 -- binnen: 24-01-1998 | "Woorden zonder woorden" in de Mega Top 100 -- binnen: 24-01-1998 | "Woorden zonder woorden" in de Mega Top 100 -- binnen: 24-01-1998 | "Woorden zonder woorden" in de Mega Top 100 -- binnen: 24-01-1998 |
| Week                                                              | 1                                                                 | 2                                                                 | 3                                                                 | 4                                                                 | 5                                                                 | 6                                                                 | 7                                                                 | 8                                                                 | 9                                                                 | 10                                                                | 11                                                                | 12                                                                | 13                                                                | 14                                                                | 15                                                                | 16                                                                | 17                                                                | 18                                                                | 19                                                                |                                                                   |
| ----------------------------------------------------------------- | ----------------------------------------------------------------- | ----------------------------------------------------------------- | ----------------------------------------------------------------- | ----------------------------------------------------------------- | ----------------------------------------------------------------- | ----------------------------------------------------------------- | ----------------------------------------------------------------- | ----------------------------------------------------------------- | ----------------------------------------------------------------- | ----------------------------------------------------------------- | ----------------------------------------------------------------- | ----------------------------------------------------------------- | ----------------------------------------------------------------- | ----------------------------------------------------------------- | ----------------------------------------------------------------- | ----------------------------------------------------------------- | ----------------------------------------------------------------- | ----------------------------------------------------------------- | ----------------------------------------------------------------- | ----------------------------------------------------------------- |
| Positie                                                           | 46                                                                | 20                                                                | 13                                                                | 11                                                                | 8                                                                 | 7                                                                 | 4                                                                 | 8                                                                 | 12                                                                | 19                                                                | 22                                                                | 31                                                                | 38                                                                | 40                                                                | 39                                                                | 50                                                                | 53                                                                | 62                                                                | 78                                                                | uit                                                               |

### NPO Radio 2 Top 2000
| Nummer met noteringen in de NPO Radio 2 Top 2000 | '99 | '00 | '01 | '02 | '03  | '04  | '05  | '06  | '07  | '08 | '09  | '10  | '11  | '12  | '13  |
| ------------------------------------------------ | --- | --- | --- | --- | ---- | ---- | ---- | ---- | ---- | --- | ---- | ---- | ---- | ---- | ---- |
| Woorden zonder woorden                           | 308 | -   | 292 | 421 | 1059 | 1148 | 1121 | 1112 | 1010 | 993 | 1451 | 1001 | 1311 | 1549 | 1856 |

1. ↑  Een '-' betekent dat het nummer niet was genoteerd en een vetgedrukt getal geeft de hoogste notering aan.
2. ↑  Deze tabel is bijgewerkt tot en met de laatste editie (2024).